# Walter Knabenhans (Radsportler)
Walter «Willi» Knabenhans (* 15. Februar 1906 in Zürich; † April 1990 ebenda) war ein Schweizer Radrennfahrer, Dachdecker und Geschäftsinhaber.

## Sportliche Laufbahn
Knabenhans war im Bahnradsport aktiv  und Teilnehmer der Olympischen Sommerspiele 1928 in Amsterdam. Im Sprint schied er im Vorlauf aus. 1927 und 1928 gewann er die nationale Meisterschaft im Sprint der Amateure.
1929 und 1930 startete er als Berufsfahrer. 1929 wurde er Dritter der nationalen Meisterschaft im Strassenrennen.